# Teo Rodríguez Pagano
Pour les articles homonymes, voir Rodríguez et Pagano.
Teo Rodríguez Pagano, né le 12 octobre 2005 à Buenos Aires, est un footballeur argentin qui joue au poste d'arrière gauche au San Lorenzo.

## Biographie

### Carrière en club
Né à Buenos Aires en Argentine, Teo Rodríguez Pagano est formé par le San Lorenzo, où il commence sa carrière professionnelle en championnat d'Argentine. Il joue son premier match avec l'équipe première du club le 12 avril 2025, lors d'une victoire 1-0 contre l'Atlético Tucumán en championnat.

### Carrière en sélection
Début 2025, il est convoqué avec l'équipe d'Argentine des moins de 20 ans pour participer au Championnat d'Amérique du Sud des moins de 20 ans qui a lieu en janvier et février 2025,. L'Argentine termine à la deuxième place de la compétition, derrière un Brésil qu'elle avait pourtant humilié 6-0 en ouverture,,  les argentins restant en tête du championnat jusqu'à la dernière journée, où il s'inclinent 3-2 contre le Paraguay de Luca Kmet et Diego León, leur première défaite de la compétition,,.

## Palmarès
Argentine -20 ans
- Championnat d'Amérique du Sud
  - Vice-champion en 2025